# Рафаель Гордільйо
Рафаель Гордільо (ісп. Rafael Gordillo; нар. 24 лютого 1957, Альмендралехо) — колишній іспанський футболіст, що грав на позиції півзахисника та захисника. Відомий, зокрема, виступами за «Реал Бетіс», «Реал Мадрид», а також національну збірну Іспанії.

## Клубна кар'єра
У зовсім юному віці Гордільо разом з батьками переїхав з Альмендралехо до Севільї. Там він і почав грати в футбол — спочатку в дитячих командах, а з 15-річного віку в академії «Реал Бетіса». У сезоні 1975-76 Гордільо захищав кольори резервної команди севільців «Тріана Баломпьє».
Перед початком сезону 1976-77 Гордільо був включений до заявки «Бетіса» і зіграв в 13 матчах, а в наступному чемпіонаті був вже гравцем основи. Рафаель провів в севільському клубі 9 сезонів, вигравши один трофей — Кубок Іспанії. У 1980 році його було визнано футболістом року в Іспанії.
У 1985 році Гордільо перейшов в один з найсильніших клубів Іспанії — «Реал Мадрид». Тут він грав переважно в півзахисті, лівим захисником був Хосе Антоніо Камачо. Зв'язка Камачо-Гордільо відповідала за лівий фланг «Реала» аж до 1989 року, і за цей час Рафаель встиг виграти п'ять чемпіонських титулів, Кубок Іспанії і Кубок УЄФА. Один з героїв тієї команди Мічел згадував:
| "Рафа Гордільйо міг носитися по полю увесь день, ніби у нього була додаткова пара легень. Його обожнювала публіка... Та вона нас усіх боготворила!"[3] |
Сезон 1989-90 став останнім для Гордільо як гравця основи «Реала». Наступні два чемпіонати він з'являвся на полі рідше.
У 1992 році 35-річний Гордільо повернувся у «Бетіс», який виступав тоді в Сегунді, і провів там ще три сезони, допомігши клубу вийти до Прімери. Догравав Рафаель в клубі «Есіха», що також виступала у Сегунді. У 1996 році він закінчив кар'єру гравця, перейшовши на посаду віце-президента клубу.
У наступному десятилітті Рафаєль Гордільйо повернувся у «Реал Бетіс», де почав працювати у раді директорів. 13 грудня 2010 року його було обрано президентом севільського клубу.

## Міжнародна кар'єра
Рафаєль Гордільйо провів 75 матчів, в яких забив три голи, за збірну Іспанії. Його дебют за збірну відбувся 29 березня 1978 року в Хіхоні у товариському матчі проти Норвегії.
Гордільйо представляв країну на Чемпіонатах Світу 1982 та 1986, а також Чемпіонатах Європи 1980, 1984, де команда здобула срібні нагороди, і 1988.

## Титули і досягнення
«Реал Бетіс»
- Чемпіонат Іспанії
  - Бронзовий призер (1): 1994–95
- Кубок Іспанії
  - Володар (1): 1976–77

 «Реал Мадрид»
- Чемпіонат Іспанії
  - Чемпіон (5): 1985–86, 1986–87, 1987–88, 1988–89, 1989–90
  - Срібний призер (1): 1991–92
  - Бронзовий призер (1): 1990–91
- Кубок Іспанії
  - Володар (1): 1988–89
  - Фіналіст (2): 1989–90, 1991–92
- Суперкубок Іспанії
  - Володар (3): 1988, 1989, 1990
- Кубок УЄФА
  - Володар (1): 1985–86

 Збірна Іспанії
- Чемпіонат Європи
  - Срібний призер (1): 1984